# Gälstad-Lundby
Gälstad-Lundby is een plaats in de gemeente Linköping in het landschap Östergötland en de provincie Östergötlands län in Zweden. De plaats heeft 158 inwoners (2005) en een oppervlakte van 25 hectare. Gälstad-Lundby ligt aan de rivier de Fettjestadån en wordt omringd door landbouwgrond en bos. De stad Linköping ligt zo'n vijftien kilometer ten noordoosten van het dorp.